# Pero cinnamomina
Pero cinnamomina är en fjärilsart som beskrevs av Louis Beethoven Prout 1928. Pero cinnamomina ingår i släktet Pero och familjen mätare. Inga underarter finns listade i Catalogue of Life.